# Bataille du canal de la Mona
Guerre d'indépendance des États-Unis
Batailles
La bataille du canal de la Mona est un combat naval qui oppose, le 19 avril 1782 une escadre britannique placée sous les ordres du contre-amiral Sir Samuel Hood à un petit détachement français inférieur en nombre sous les ordres du comte de Framond. L'affrontement a lieu dans le canal de la Mona, qui sépare les îles d'Hispaniola et de Puerto Rico, peu de temps après la victoire britanniques à la bataille des Saintes, et dure deux heures. Les Britanniques capturent quatre bâtiments, dont deux vaisseaux de ligne de 64 canons.

## Contexte

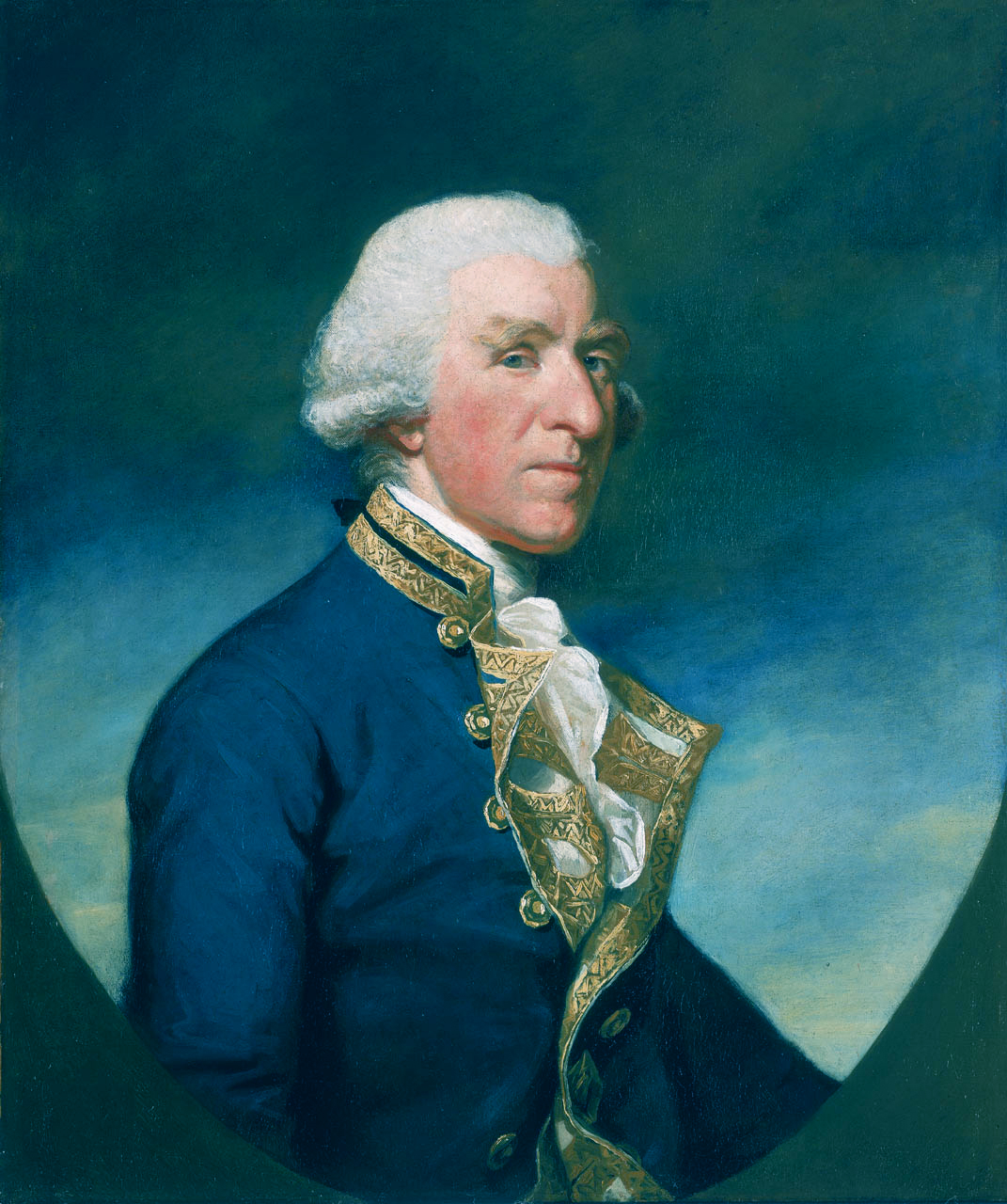
Sir Samuel Hood

Entre le 9 et le 12 avril 1782, une flotte britannique placée sous le commandement de l'amiral Rodney combat et défait la flotte française du comte de Grasse à la bataille des Saintes, contrariant par là même les plans français d'invasion de la Jamaïque. Le contre-amiral Sir Samuel Hood combat sous les ordres de Rodney aux Saintes, et critique ouvertement son supérieur de ne pas avoir poussé son avantage face à une flotte française battant en retraite. La flotte britannique rentre en Jamaïque, d'où Rodney ordonne à Hood de se mettre à la recherche de vaisseaux français endommagés ayant réussi à s'extraire du combat. Une escadre de treize bâtiments, commandée par Hood, met les voiles en direction de Saint-Domingue.
Les navires français sous les ordres du comte de Framond étaient rescapés de la bataille des Saintes. Le vaisseau de ligne français Caton (64) avait été endommagé lors du combat du 9 avril et le Jason (64) avait également subi d'importants dégâts le 10 avril au cours d'une collision avec le Zélé, rendu ingouvernable. Ces deux bâtiments se trouvent dans le canal de la Mona accompagnés de bâtiments plus petits, avec pour destination Cap-Français, lorsqu'ils sont repérés par l'escadre de Hood

## Forces en présence
| - Caton (64), Capitaine Georges-François Godefroy de Framond - capturé - Jason (64), Capitaine Couète de Villages - capturé - Astrée (36), Capitaine Jean-François de La Pérouse - échappée - Aimable (32), Capitaine Jean-Baptiste-François de Suzannet - capturé - Cérès (18), Capitaine de Paroy - capturé |  | - HMS Barfleur (98), vaisseau amiral de Sir Samuel Hood, captain John Knight (en) - HMS Alfred (74), captain Thomas Dumaresq - HMS Belliqueux (64), captain A. Sutherland - HMS Magnificent (74), captain Robert Linzee - HMS Monarch (74), captain F. Reynolds - HMS Montagu (74), captain George Bowen - HMS Prince William (64), captain G. Wilkinson - HMS Valiant (74), captain Samuel Goodall - HMS Warrior (74), captain James Wallace (en) - HMS Yarmouth (60) - HMS Champion (24) - HMS Alecto (12), brûlot |

## L'affrontement

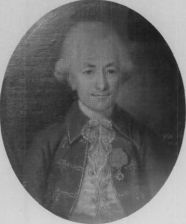
Le comte de Framond

Hood ordonne de prendre en chasse les bâtiments français. Les vaisseaux britanniques, à la coque doublée de cuivre, rattrapent sans difficulté les vaisseaux français avariés. Le HMS Valiant capture le Jason et le Caton en perdant quatre hommes et en ayant à déplorer six blessés au cours du combat, alors que dans le même temps, le HMS Magnificent capture la frégate Aimable en perdant lui aussi quatre hommes et huit blessés,. La frégate Astrée parvient, elle, à s'échapper avec des dégâts mineurs.

## Conséquences
Les vaisseaux français capturés sont ramenés en Angleterre pour être intégrés aux listes de la Royal Navy. Le Jason est rebaptisé HMS Argonaut, alors que le Caton est converti en navire hôpital pour les prisonniers de guerre et ancré au large de Saltash en Cornouailles. Il continuera à être utilisé pendant les guerres napoléoniennes. L’Aimable est rebaptisé HMS Aimable et sert dans la Royal Navy jusqu'en 1811.